# Intensidad de emisión

La intensidad de carbono de la electricidad mide la cantidad de gases de efecto invernadero emitidos por unidad de electricidad producida. Las unidades están en gramos de equivalentes de CO₂ por kilovatio-hora de electricidad.

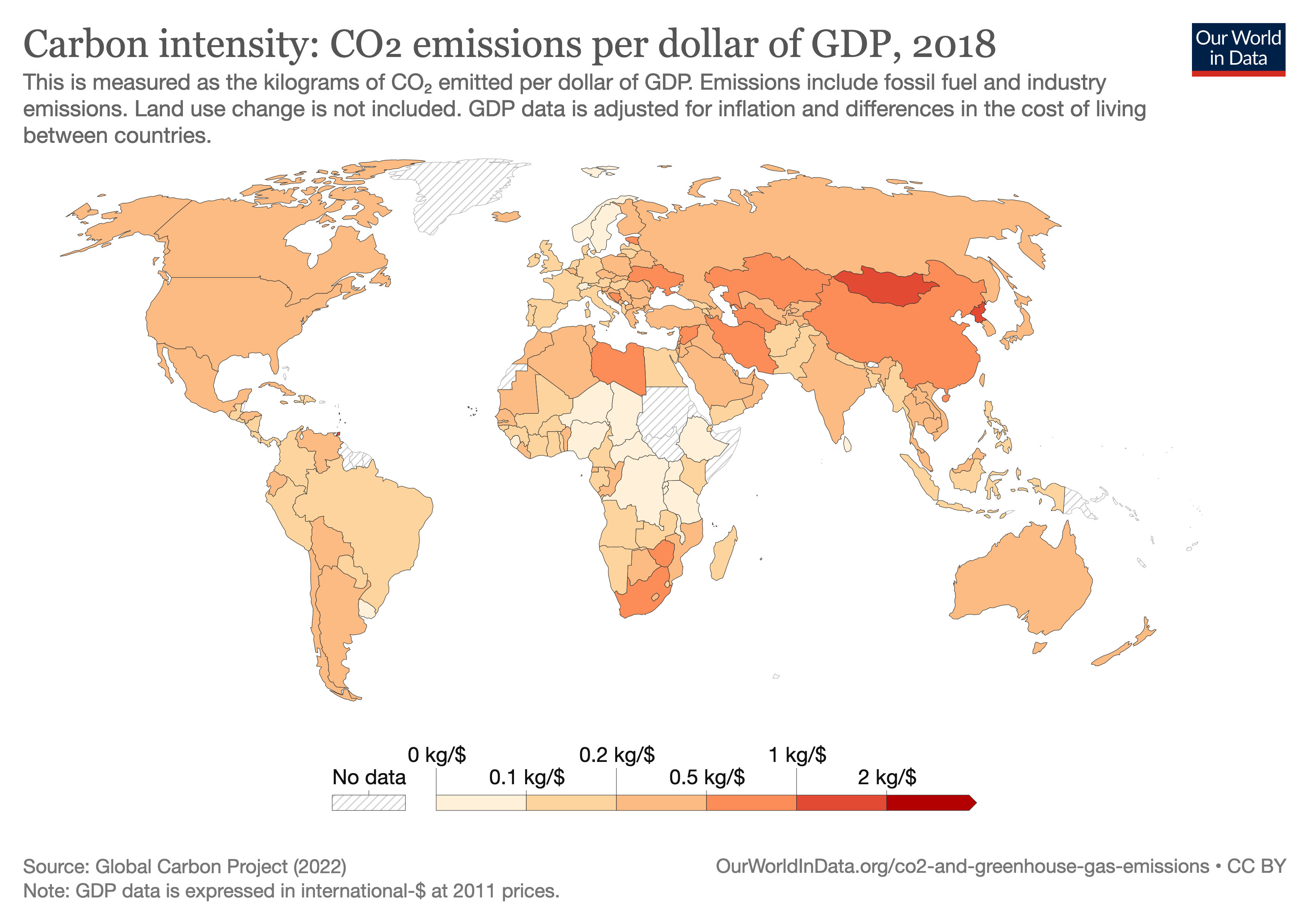
Intensidad de emisiones de carbono de las economías en kg de CO₂ por unidad de PIB (2016)

La intensidad de emisión (también llamada intensidad de carbono, C.I. por sus siglas en inglés, cuando lo que se emite es dióxido de carbono) es el ritmo de emisión de un determinado contaminante durante una actividad concreta, o un proceso de producción industrial. Por ejemplo gramos (g) de dióxido de carbono liberado por megajulio de energía producido, o la cantidad de gases de efecto invernadero (GEI) emitida por unidad monetaria del producto interior bruto (PIB). Las intensidades de emisión se utilizan para calcular estimaciones de contaminación atmosférica o GEI basadas en la cantidad de combustible quemado, en el número de animales de ganadería, en los niveles de producción industrial, en las distancias viajadas o en datos similares de actividad. Las intensidades de emisión también pueden emplearse para comparar el impacto medioambiental de diferentes actividades o combustibles. En algún caso los términos relacionados factor de emisión e intensidad de carbono se emplean indistintamente. Diferentes sectores industriales también pueden utilizar estos términos con sentidos distintos. Normalmente el término "carbono" (que en este contexto suele aludir al compuesto CO2 más que al elemento químico C) excluye otros contaminantes, como las partículas. Una variable comúnmente utilizada es la intensidad de carbono por kilovatio-hora (CIPK por sus siglas en inglés), con la cual se compararan emisiones de distintas fuentes de energía eléctrica.

## Metodologías
Pueden usarse diferentes metodologías para evaluar la intensidad de carbono de un proceso. Entre las más utilizadas se encuentran:
- El análisis de ciclo de vida (LCA por sus siglas en inglés): incluye no solo las emisiones de carbono durante un proceso concreto, sino también las originadas por la producción previa y posterior reciclaje (o desecho) de los materiales, las maquinarias y los edificios utilizados para dicho proceso. El LCA es por tanto un método bastante complejo que requiere un gran conjunto de variables.
- El índice WTW, siglas en inglés "del pozo [de petróleo] a las ruedas [del vehículo que consume el combustible refinado de ese petróleo]", se emplea habitualmente en los sectores de energía y transporte. El WTW es un LCA simplificado considerando solo las emisiones del proceso en sí mismo más las emisiones debidas a la extracción y refinado del material (o combustible) utilizado en el proceso (llamadas también "emisiones aguas arriba"), pero excluyendo las emisiones debidas a la producción y reciclaje de edificios y maquinarias. Los modelos GREET en Estados Unidos y JEC WTW en Europa emplean la metodología WTW.
- Métodos híbridos WTW-LCA que intentan llenar las lagunas entre ambos sistemas. Por ejemplo, para un vehículo eléctrico, un método híbrido que considere también los GEI debidos a la fabricación y el reciclaje de la batería da unas emisiones de GEI del 10 al 13 % más altas que las del WTW.[1]
- Métodos que no consideran todo el ciclo de vida, sino solo las emisiones durante un proceso concreto; i.e. solo la quema de un combustible en una central eléctrica, sin considerar las emisiones aguas arriba.[2]

Los diferentes métodos de cálculo pueden llevar a distintos resultados. Estos resultados también pueden variar ampliamente para regiones geográficas diferentes y distintos marcos temporales. Véase, por ejemplo, abajo, en Enlaces externos, cómo la intensidad de carbono de la electricidad varía para diferentes países europeos, y cómo cambió en unos cuantos años: de 2009 a 2013 cayó de media un 20 % en la Unión Europea. Así que, cuando se comparan diferentes valores de intensidad de carbono, es importante a considerar correctamente todas las condiciones de contorno (o hipótesis iniciales) para los cálculos. Por ejemplo, los yacimientos chinos de petróleo emiten entre 1,5 y más de 40 g de CO2eq (dióxido de carbono equivalente) por megajulio (MJ) de energía extraído, con aproximadamente el 90 % de todos estos  yacimientos emitiendo entre 1,5 y 13,5 g de CO2eq por MJ. Para entender esta elevada dispersión de intensidades de carbono es necesaria una desagregación de actividades emisivas aparentemente homogéneas y una consideración apropiada de muchos factores.

## Estimación de emisiones
Los factores de emisión asumen una relación lineal entre la intensidad de la actividad y las emisiones resultantes de dicha actividad:
Emisióncontaminante = Actividad * Factor de emisióncontaminante
Las intensidades se utilizan también para proyectar posibles escenarios futuros, como los empleados en las valoraciones del Grupo Intergubernamental de Expertos sobre el Cambio Climático (IPCC por sus siglas en inglés), junto con la evolución previsible de población, cantidad de energía consumida, fuentes de esta energía y actividad económica. Las interrelaciones de estas variables se tratan con la llamada identidad de Kaya.
El grado de incertidumbre de las estimaciones resultantes depende significativamente de la categoría de la fuente y del contaminante. Algunos ejemplos: 
- Las emisiones de dióxido de carbono (CO2) producidas por la quema de un combustible pueden ser estimadas con un alto grado de certeza sin que influya cómo se usa concretamente este combustible, porque estas emisiones dependen casi exclusivamente del contenido de carbono (aquí sí se refiere al elemento químico C) del combustible, el cual generalmente se conoce con elevada precisión.
- En principio lo mismo ocurre para el dióxido de azufre (SO2), porque el contenido en azufre (S) de cada combustible también se conoce con bastante exactitud. Tanto el carbono como el azufre son casi completamente oxidados durante la combustión, por lo que sus contenidos en el combustible estarán presentes en los gases de combustión como CO2 y SO2 respectivamente. Pero así como el carbono es el componente principal del combustible, el azufre es una impureza, y se puede reducir el SO2 en los gases de combustión empleando un combustible de mejor calidad (con menos azufre) o utilizando tecnología de desulfuración.
- En cambio, los niveles de otros contaminantes atmosféricos y de gases de efecto invernadero (GEI) diferentes del CO2 dependen de qué tecnología de combustión se emplea. Estas emisiones son básicamente causadas por la combustión incompleta de una pequeña fracción del combustible (monóxido de carbono, metano, compuestos orgánicos volátiles diferentes del metano) o por complicados procesos químicos y físicos durante la combustión y en el humo de la chimenea o el tubo de escape. Ejemplos de dichas emisiones son las partículas en suspensión y los NOx, una mezcla de óxido nítrico, NO, y dióxido de nitrógeno, NO2).
- Las emisiones de óxido de nitrógeno (I) (N2O) de tierras agrícolas son altamente inciertas porque dependen mucho tanto de las condiciones exactas del suelo como del uso de abono y las condiciones meteorológicas.

## Intensidad de carbono de diversas fuentes de energía
El Grupo Intergubernamental de Expertos sobre el Cambio Climático (IPCC por sus siglas en inglés) llevó a cabo en 2011 una revisión de la literatura sobre emisiones de CO2 por unidad de energía de diversas tecnologías de generación de electricidad en todo su ciclo de vida. Aunque los resultados variaban mucho, se pudieron establecer las siguientes cifras representativas (el percentil 50):
| Tecnología           | Descripción                                           | Gramos CO2eq/kWhe (percentil 50) |
| -------------------- | ----------------------------------------------------- | -------------------------------- |
| Hidroelectricidad    | embalse                                               | 4                                |
| Viento               | aerogenerador terrestre                               | 12                               |
| Nuclear              | varios tipos de reactor de segunda generación         | 16                               |
| Biomasa              | varios                                                | 230                              |
| Solar térmica        | concentrador solar                                    | 22                               |
| Gradiente geotérmico | roca seca caliente                                    | 45                               |
| Solar fotovoltaica   | silicio policristalino                                | 46                               |
| Gas natural          | varias turbinas de ciclo combinado sin captura de CO2 | 469                              |
| Carbón               | varios tipos de generador sin captura de CO2          | 1001                             |

La siguiente tabla muestra la emisión de C02 de algunos combustibles y recursos naturales. En la primera columna está el nombre del combustible o recurso. En la segunda, el CO2 equivalente que emite si se usa solo para producir calor. En algunos casos no procede (por ejemplo, el uranio no se usa para producir calor, al contrario que la madera). En la tercera columna se muestra la ratio energía térmica/energía eléctrica. Y en la cuarta, el CO2 equivalente por kWh eléctrico generado.
| Combustible/recurso                 | Gramos de CO2-eq/MJtérmico  | Estimaciones mínima y máxima de producción eléctrica W·htérmico/W·heléctrico | Eléctrico (est. mín. y máx.) gramos CO2-eq)/kW·heléctrico |
| ----------------------------------- | --------------------------- | ---------------------------------------------------------------------------- | --------------------------------------------------------- |
| Madera                              | 115                         | no procede (n.p.)                                                            | n.p.                                                      |
| Turba                               | 106 110                     | n.p.                                                                         | n.p.                                                      |
| Carbón                              | B: 91,50–91,72 Br: 94,33 88 | B: 2,62–2,85 Br: 3,46 3,01                                                   | B: 863–941 Br: 1 175 955                                  |
| Petróleo                            | 73                          | 3,40                                                                         | 893                                                       |
| Gas natural                         | cc: 68,20 oc: 68,40 51      | cc: 2,35 (2,20–2,57) oc: 3,05 (2,81–3,46)                                    | cc: 577 (491–655) oc: 751 (627–891) 599                   |
| Central geotérmica                  | 3~                          | n.p.                                                                         | TL 0–1 TH 91–122                                          |
| Uranio Energía nuclear              | n.p.                        | WL 0.18 (0,16~0,40) WH 0,20 (0,18~0,35)                                      | WL 60 (10~130) WH 65 (10~120)                             |
| Energía hidroeléctrica              | n.p.                        | 0,046 (0,020–0,137)                                                          | 15 (6,5–44)                                               |
| Energía termosolar de concentración | n.p.                        | n.p.                                                                         | 40±15#                                                    |
| Energía solar fotovoltaica          | n.p.                        | 0,33 (0,16-0,67)                                                             | 106 (53–217)                                              |
| Energía eólica                      | n.p.                        | 0,066 (0,041-0,12)                                                           | 21 (13–40)                                                |

Nota: 3,6 MJ = 1 kW·h = kilovatio-hora, por lo que 1 g/MJ = 3,6 g/kW·h
Leyenda: B = hulla (en caldera antigua supercrítica)–(nueva subcrítica), Br = lignito (nuevo subcrítica), cc = ciclo combinado, oc = ciclo abierto, TL = baja temperatura/circuito cerrado (doblete geotérmico), TH = alta temperatura/circuito abierto, WL = Reactores de agua ligera, WH = Reactores de agua pesada, estimación educada.

## Intensidad de carbono de diversos medios de transporte
La Agencia Europea de Medio Ambiente da las siguientes cifras:
| Medio de transporte | Número de pasajeros para los que se hace el cálculo | Gramos de CO2 por pasajero y km recorrido |
| ------------------- | --------------------------------------------------- | ----------------------------------------- |
| avión               | 88                                                  | 285                                       |
| autobús             | 12,7                                                | 68                                        |
| furgoneta           | 4                                                   | 55                                        |
| coche               | 4                                                   | 42                                        |
| tren                | 156                                                 | 14                                        |

## Intensidad de carbono por regiones
| Refer to caption. | Refer to caption. | Refer to caption. |

Las siguientes tablas muestran la intensidad de carbono del PIB en tipos de cambio de mercado (MER por sus siglas en inglés) y paridades de poder adquisitivo (PPA). Las unidades son toneladas métricas de dióxido de carbono por mil dólares estadounidenses de 2005. El dato está tomado de la Administración de Información Energética estadounidense. Los datos anuales entre 1980 y 2009 se promedian con la siguiente división: 1980-89, 1990–99, y 2000–09.
| Región                    | 1980-89 | 1990-99 | 2000-09 |
| ------------------------- | ------- | ------- | ------- |
| África                    | 1,13149 | 1,20702 | 1,03995 |
| Asia y Oceanía            | 0,86256 | 0,83015 | 0,91721 |
| América del Sur y Central | 0,55840 | 0,57278 | 0,56015 |
| Eurasia                   | ND      | 3,31786 | 2,36849 |
| Europa                    | 0,36840 | 0,37245 | 0,30975 |
| Oriente Medio             | 0,98779 | 1,21475 | 1,22310 |
| América del Norte         | 0,69381 | 0,58681 | 0,48160 |
| Mundial                   | 0,62170 | 0,66120 | 0,60725 |

| Región                    | 1980-89 | 1990-99 | 2000-09 |
| ------------------------- | ------- | ------- | ------- |
| África                    | 0,48844 | 0,50215 | 0,43067 |
| Asia y Oceanía            | 0,66187 | 0,59249 | 0,57356 |
| América Central y del Sur | 0,30095 | 0,30740 | 0,30185 |
| Eurasia                   | ND      | 1,43161 | 1,02797 |
| Europa                    | 0,40413 | 0,38897 | 0,32077 |
| Oriente Medio             | 0,51641 | 0,65690 | 0,65723 |
| América del Norte         | 0,66743 | 0,56634 | 0,46509 |
| Mundial                   | 0,54495 | 0,54868 | 0,48058 |

En 2009 la intensidad de CO2 del PIB de los países de la OCDE se redujo el 2,9 %  y llegó a 0,33 toneladas (T) de CO2/k$05p  ("k$05p" = mil dólares estadounidenses de 2005 utilizando paridades de poder adquisitivo). EE. UU. mostraba una intensidad mayor, 0,41 TCO2/k$05p mientras Europa mostró la mayor caída en intensidad de CO2 comparada con el año anterior (−3,7 %). La Intensidad de CO2 continuó siendo aproximadamente más alta en países no OCDE. A pesar de una leve mejora leve, China continuó con una alta intensidad de CO2 (0,81 TCO2/k$05p). La intensidad de CO2 en Asia aumentó el 2 % durante 2009 porque el consumo de energía continuó creciendo a  fuerte ritmo. También se observan altas ratios en la Comunidad de Estados Independientes y Oriente Medio.

### Intensidad de carbono en Europa
Las emisiones totales de CO2 por consumo energético en Europa en 2007 fueron un 5 % inferiores a las de 2007. Sobre el periodo 1990–2007, las emisiones de CO2 por consumo energético han disminuido anualmente el 0,3 % de media, a pesar de que la actividad económica (PIB) aumentó el 2,3% anualmente. Después de caer un 1,6 % anualmente de 1990 a 1994, aumentaron luego de 1995 a 2002 un 0,4 % de media anual, y desde 2003 descienden una media de 0,6 % al año. Las emisiones de CO2 per cápita se redujeron de 8,7 T en 1990 a 7,8 T en 2007, es decir una disminución del 10 %.
Casi el 40 % de la reducción en intensidad de CO2 se debe a un mayor uso de vectores energéticos con menores factores de emisión. Las emisiones totales de CO2 por unidad de PIB (intensidad de CO2) disminuyeron un 2,3 %/año, más rápidamente que la intensidad energética, que bajó de media un 1,4 % anual entre 1990 y 2007.
La Bolsa de Comercio de Bratislava (CEB por sus siglas en inglés) ha calculado en 0,343 TCO2/MWh la intensidad de carbono de los proyectos de Reducción voluntaria de emisiones en 2012.

## Factores de emisión para informar sobre el inventario de las emisiones de gases de efecto invernadero
Uno de los usos más importantes de los factores de emisión es informar de los inventarios nacionales de estas emisiones en cumplimiento de la Convención Marco de las Naciones Unidas sobre el Cambio Climático (UNFCCC por sus siglas en inglés). Las denominadas "Partes [países] del anexo I" de la UNFCCC tienen que informar, anualmente y según un formato específico, de sus emisiones totales nacionales de gases de efecto invernadero, definiendo las categorías de fuentes y los combustibles que deben incluirse.
La UNFCCC ha aceptado las Directrices IPCC para inventarios nacionales de emisiones de gases de efecto invernadero revisadas en 1996, desarrolladas y publicadas por el Grupo Intergubernamental de Expertos sobre el Cambio Climático (IPCC por sus siglas en inglés) como los métodos de estimación de las emisiones que deben utilizar las partes en la convención para asegurar transparencia, completitud, consistencia, comparabilidad y exactitud de estos inventarios. Estas directrices son la fuente primaria  para los factores de emisión por defecto. El IPCC ha publicado también las Directrices IPCC 2006 para inventarios nacionales de emisiones gases de efecto invernadero. Estos y muchos más factores de emisión pueden encontrarse en la base de datos de factores de emisión del IPCC. Factores de emisión organizacionales comercialmente aplicables pueden encontrarse en el motor de búsqueda EmissionFactors.com.
Particularmente para los factores de emisión de GEI distintos del CO2, hay a menudo un alto grado alto de incertidumbre cuando se utilizan para países individuales. En general, el uso de factores de emisión específicos para cada país proporcionaría estimaciones más exactas que el uso de factores de emisión por defecto. Según el IPCC, si una actividad es una fuente importante de emisiones para un país («fuente clave»), una buena práctica consiste en desarrollar un factor de emisión específico para esa actividad en ese país.

## Factores de emisión para inventario de contaminantes atmosféricos
Las Comisión Económica de las Naciones Unidas para Europa y la directiva 2001/81/CE del Parlamento Europeo y del Consejo de 23/10/2001 sobre techos nacionales de emisión (actualización de 2016) requiere que los países elaboren inventarios nacionales de emisiones de contaminación atmosférica, en cumplimiento de las disposiciones del Convenio sobre la contaminación atmosférica transfronteriza a gran distancia (CLRTAP por sus siglas en inglés). 
El Programa europeo de evaluación y monitorización (EMEP por sus siglas en inglés), un grupo de trabajo de la Agencia Europea de Medio Ambiente, ha elaborado métodos para estimar las emisiones y los factores de emisión asociados para contaminantes atmosféricos, los cuales han sido publicados en la Guía de inventario de emisiones EMEP/CORINAIR para inventarios de emisiones y proyecciones TFEIP.

## Objetivos de intensidad
EE. UU. se propone reducir el 18 % la intensidad de carbono por dólar de PIB para 2012. Esto ha sido criticado por el Instituto de Recursos Mundiales porque este planteamiento no asegura reducciones absolutas de las emisiones si el PIB crece más rápido de lo que disminuye esta intensidad.
De 1990 a 2000, la intensidad de carbono de la economía de EE. UU. bajó el 17 %, y sin embargo las emisiones totales aumentaron el 14 %. En 2002, la estadounidense Fundación Medioambiental Nacional (National Environmental Trust), una ONG dedicada a concienciar a los ciudadanos sobre asuntos ambientales, tildó a la intensidad de carbono de «truco contable que permite a la Administración no hacer nada contra el calentamiento mundial mientras continúan elevándose los ya inseguros niveles de emisiones.» Sobre la inseguridad de estos niveles, véase Evitar un cambio climático peligroso.

## Tasa de descarbonización
La tasa de descarbonización es el porcentaje de reducción de la intensidad de emisiones de una economía, comparando un determinado período temporal con un período anterior. Por ejemplo, si en 2010 la intensidad de emisiones de la economía mundial fue de 325 TCO2 cada millón de dólares de PIB, en 2015 se había reducido a 287, lo que supone una reducción del 100* (325-287)/325 = 11,69 %. Por tanto, la tasa de descarbonización de la economía mundial entre 2010 y 2015 es del 11,69 %. Para mantenerse dentro del objetivo de un aumento máximo de 2 °C la tasa de descarbonización debe superar anualmente el 6,3 % hasta el año 2100. Esta reducción anual del 6,3 % es acumulativa, de modo que en 5 años es del 100 - 100*(1 - 0,063)^5 = 37,74 %, como se ve muy por encima del 11,69 % citado. Por eso se considera que no se están cumpliendo los objetivos en la lucha contra el cambio climático.
La consultora PWC elabora un índice anual de descarbonización, donde coloca en primer lugar a los países que mayores tasas de descarbonización han conseguido. 2014 fue el primer año en el que más de un país superó el 6 %. Concretamente la tasas de descarbonización de 5 países  rebasó el 6 %, al igual que la UE. El Reino Unido lideró en 2014 este índice con un extraordinario 10,9 % de descarbonización.
Debe destacarse que se puede avanzar en descarbonización no solo reduciendo la intensidad energética (la cantidad de energía necesaria para producir una unidad de PIB), sino también incrementando el porcentaje de energías renovables (que no emiten gases de efecto invernadero) en el mix energético.